# London ePrix 2016
Der London ePrix 2016 (offiziell: 2016 FIA Formula E Visa London ePrix) fand am 2. und 3. Juli 2016 auf der Formel-E-Rennstrecke London (Battersea Park) in London statt und war das neunte sowie das zehnte Rennen der FIA-Formel-E-Meisterschaft 2015/16. Es handelte sich um den zweiten London ePrix sowie um das Saisonfinale der zweiten Saison der Meisterschaft. Wie bereits in der Vorsaison wurden im Rahmen des London ePrix zwei Rennen veranstaltet.

## Bericht

### Hintergrund
Nach dem Berlin ePrix führte Lucas di Grassi in der Fahrerwertung mit einem Punkt vor Sébastien Buemi und mit 59 Punkten vor Sam Bird. Nur noch diese drei Fahrer hatten rechnerische Chancen auf den Titelgewinn. In der Teamwertung hatte Renault e.dams elf Punkte Vorsprung auf ABT Schaeffler Audi Sport und 83 Punkte Vorsprung auf DS Virgin. Außer diesen drei Teams hatte auch noch Dragon Racing Chancen auf den Titelgewinn.
Da Amlin bereits im Februar des Jahres von Mitsui Sumitomo Insurance übernommen und in MS Amlin umbenannt wurde, trat Andretti mit dem Namen MS Amlin Andretti zum London ePrix an. Aguri trat bei diesem Rennen zum letzten Mal in der FIA-Formel-E-Meisterschaft an.
Nachdem er das Rennen in Berlin wegen einer Terminkollision mit der DTM hatte auslassen müssen, kehrte António Félix da Costa in das Cockpit von Aguri zurück.
Mit Bird und Buemi traten zwei ehemaliger Sieger zu dem Rennen an.
Buemi, di Grassi und Nick Heidfeld erhielten für das erste Rennen einen sogenannten FanBoost, sie durften die Leistung ihres zweiten Fahrzeugs einmal auf bis zu 200 kW erhöhen und so bis zu 100 Kilojoule Energie zusätzlich verwenden. Für Buemi war es der dritte FanBoost in Folge, für di Grassi und Heidfeld der vierte in der Saison.
Beim zweiten Rennen erhielten erneut Buemi und di Grassi, dazu Stéphane Sarrazin den FanBoost. Für di Grassi war es der fünfte, für Buemi der vierte und für Sarrazin der dritte FanBoost in dieser Saison.

### Renntag eins

#### Training
Im ersten freien Training fuhr Nicolas Prost in 1:25,399 Minuten die Bestzeit vor Loïc Duval und Buemi. Das Training musste nach einem Unfall von Robin Frijns unterbrochen werden.
Im zweiten freien Training fuhr Buemi mit einer Rundenzeit von 1:23,171 Minuten die Bestzeit vor Daniel Abt und Prost.

#### Qualifying
Das Qualifying begann um 12:00 Uhr und fand in zwei Gruppen zu je fünf Fahrern und zwei Gruppen mit vier Fahrern statt, jede Gruppe hatte 10 Minuten Zeit, eine schnelle Runde zu setzen. Das Qualifying wurde nach einem Unfall von Jean-Éric Vergne in der ersten Gruppe unterbrochen. Zu Beginn der zweiten Gruppe begann es leicht zu regnen. Nach einem Unfall von Sarrazin wurde auch das Qualifying der zweiten Gruppe unterbrochen, anschließend begann es stark zu regnen, so dass die Fahrer der späteren Gruppen keine Chance hatten, die Rundenzeiten der ersten Fahrer zu erreichen. Auch das Qualifying der vierten Gruppe wurde nach einem Fahrfehler von Mike Conway unterbrochen. Prost fuhr in 1:23,247 Minuten die Bestzeit.
Die fünf schnellsten Fahrer fuhren anschließend im Superpole genannten Einzelzeitfahren die ersten fünf Positionen aus. Prost sicherte sich mit einer Rundenzeit von 1:27,192 Minuten die Pole-Position und damit drei Punkte. Die weiteren Positionen belegten Bruno Senna, Oliver Turvey, Frijns und Vergne, der nach seinem Unfall nicht am Pole-Shootout teilnahm.

#### Rennen
Das Rennen ging über 33 Runden. Beim Start blieben die Positionen an der Spitze unverändert. Im Mittelfeld arbeiteten sich die beiden Meisterschaftsführenden Buemi und di Grassi schnell nach vorne, am Ende der fünften Runde lagen sie bereits auf den Plätzen sieben und neun.
Prost, Senna und Turvey setzten sich vom restlichen Feld ab, Frijns, Vergne, Bird, di Grassi, Abt und Buemi fuhren unmittelbar hintereinander. Abt blockte dabei mehrfach Angriffe von Buemi ab.
In Runde 13 überholte di Grassi Bird, der kurz darauf auch Abt und Buemi passieren lassen musste. In der 16. Runde überholte Buemi dann auch Abt und lag nun unmittelbar hinter di Grassi. Senna fuhr zu diesem Zeitpunkt die bis dahin schnellste Runde des Rennens. Am Ende der 16. Runde kam er als erster Fahrer zum Fahrzeugwechsel an die Box, ihm folgen Turvey, Bird, Jérôme D’Ambrosio, Félix da Costa und Conway. Alle übrigen Fahrer wechselten in der folgenden Runde ihr Fahrzeug.
Nach den Boxenstopps führte Prost vor Senna, Turvey, Vergne, Frijns, di Grassi, Buemi, Abt, Félix da Costa und Bird. Di Grassi überholte Frijns in der 19. Runde, eine Runde später ging auch Buemi an ihm vorbei. Zu diesem Zeitpunkt fielen erste Regentropfen. Auch Abt griff Frijns an, dabei kam es zu einer Berührung der Fahrzeuge. Abt verlor die Kontrolle über seinen Wagen und schlug in die Streckenbegrenzung ein, dabei brach seine linke Vorderradaufhängung. Das Fahrzeug wurde zurück auf die Strecke geschleudert und traf den Wagen von Frijns am linken Hinterrad, wo ebenfalls die Radaufhängung brach. Zur Bergung der beiden Fahrzeuge wurde das Safety Car auf die Strecke geschickt. Damit wurden die Abstände zwischen den einzelnen Fahrzeugen wieder deutlich verkleinert, der drittplatzierte Turvey hatte zuvor bereits 30 Sekunden Rückstand auf Prost gehabt.
In Runde 24 wurde das Rennen erneut freigegeben. Prost und Senna setzten sich schnell wieder ab, dahinter hielt Turvey die nachfolgenden Piloten auf. Di Grassi griff mehrfach Vergne an, der sich jedoch verteidigte. In Runde 26 kam es dabei zu einer Berührung der Fahrzeuge, beide setzten die Fahrt anschließend mit mehreren Sekunden Zeitverlust fort, ohne Positionen zu verlieren. Di Grassis Frontflügel wurde bei dieser Berührung jedoch beschädigt. Buemi nutzte anschließend seinen FanBoost, di Grassi griff seinen Angriff jedoch ab. Die nachfolgenden Fahrer schlossen auf die beiden auf.
Eine Runde später fuhr di Grassi trotz der Beschädigung an seinem Fahrzeug die bis dahin schnellste Runde des Rennens, er und Buemi holten wieder auf Turvey und Vergne auf. Buemi griff erneut di Grassi an, der seine Position verteidigte. Hinter den beiden überholte Bird Félix da Costa. Sarrazin, zu diesem Zeitpunkt auf dem 13. Platz, fuhr nun die schnellste Runde.
Vergne griff im Kampf um Platz drei Turvey an, der den Angriff abblockte. Dabei kam es zu einer Berührung der Fahrzeuge, die jedoch folgenlos blieb. Nelson Piquet jr. fuhr die schnellste Runde des Rennens. Buemi setzte seine Angriffe auf di Grassi fort, dieser verteidigte sich aber jedes Mal. Turvey rutschte in Runde 31 in die Streckenbegrenzung. An der Unfallstelle wurden gelbe Flaggen geschwenkt, dennoch überholte Bird an dieser Stelle Buemi. Buemi beschwerte sich mit einem Handzeichen bei Bird, der jedoch vor Buemi blieb und seine Angriffe in der folgenden Runde abblockte. Wenige Meter vor der Ziellinie wurde Bird, dessen Restenergie bei weniger als einem Prozent lag, plötzlich langsamer, Buemi prallte ihm ins Heck. Beide fuhren weiter, Buemi und auch Félix da Costa gingen vor der Ziellinie noch an Bird vorbei.
Prost gewann das Rennen vor Senna und Vergne. Die restlichen Punkteplatzierungen belegten di Grassi, Buemi, Félix da Costa, Bird, D’Ambrosio, Conway und Sarrazin. Die zwei Punkte für die schnellste Rennrunde gingen an Piquet. Nick Heidfeld und Simona de Silvestro erhielten nachträglich Durchfahrtstrafen, die in 50-Sekunden-Zeitstrafen umgewandelt wurden, damit fielen beide aus den Punkterängen heraus. Heidfeld hatte seinen FanBoost zweimal verwendet, de Silvestro die maximale Energiemenge von 28 kWh überschritten.
Di Grassi baute somit die Führung auf Buemi in der Gesamtwertung auf drei Punkte aus, Prost war neuer Dritter. In der Teamwertung blieben die ersten drei Platzierungen unverändert, Renault e.Dams hatte nun jedoch 37 Punkte Vorsprung. Somit reichten dem Team am zweiten Renntag elf Punkte, um den Titel in der Teamwertung zu verteidigen.

### Renntag zwei

#### Training
Im ersten freien Training fuhr Buemi mit einer Rundenzeit von 1:22,393 Minuten die Bestzeit vor Prost und Vergne. Das Training musste unterbrochen werden, nachdem die Teamkollegen Félix da Costa und Ma kollidierten. Simona de Silvestro war nach Aufhängungsbruch infolge eines Kontaktes mit der Streckenbegrenzung in langsamer Fahrt unterwegs, woraufhin Ma vor einer Kurve deutlich früher bremste und Félix da Costa auf ihn auffuhr.
Das zweite freie Training musste wegen Problemen mit der Stromversorgung abgesagt werden, die Fahrzeuge konnten nach dem ersten freien Training nicht rechtzeitig wieder aufgeladen werden.

#### Qualifying
Das Qualifying begann um 12:00 Uhr und fand in zwei Gruppen zu je fünf Fahrern und zwei Gruppen mit vier Fahrern statt, jede Gruppe hatte 10 Minuten Zeit, eine schnelle Runde zu setzen. Buemi fuhr in 1:22,106 Minuten die Bestzeit.
Die fünf schnellsten Fahrer fuhren anschließend im Superpole genannten Einzelzeitfahren die ersten fünf Positionen aus. Buemi sicherte sich mit einer Rundenzeit von 1:22,033 Minuten die Pole-Position und damit drei Punkte, somit waren di Grassi und Buemi vor dem Rennen punktgleich. Die weiteren Positionen belegten Prost, di Grassi, Heidfeld und Turvey.
Nach dem Qualifying wurde Duval um zehn Positionen nach hinten versetzt, da an seinem Fahrzeug das Getriebe gewechselt wurde.

#### Rennen
Das zweite Rennen ging ebenfalls über 33 Runden.
Beim Start blieben die Positionen an der Spitze unverändert, beim Anbremsen von Kurve drei überholte di Grassi Prost und fuhr auf Buemi auf, beide Fahrzeuge rutschten in die Auslaufzone. Dabei brach an di Grassis Fahrzeug die Vorderradaufhängung und der Frontflügel riss ab, Buemi setzte das Rennen auf dem 13. Platz ohne Heckflügel fort. Die Rennleitung schickte das Safety Car auf die Strecke. Prost führte vor Heidfeld, Abt, Turvey, Bird, Vergne, Piquet, Conway, D’Ambrosio und Senna. Di Grassi fuhr mit seinem beschädigten Fahrzeug an die Box, wo er das Fahrzeug wechselte. Die Mechaniker stimmten den Wagen auf den Qualifying-Trimm mit maximalem Abtrieb ab, in der Hoffnung, dass di Grassi somit die schnellste Rennrunde erzielen könne.
Das Rennen wurde am Ende der zweiten Runde wieder freigegeben. Buemi wurde kurz vorher die Spiegelei-Flagge gezeigt, er kam am Ende der zweiten Runde in die Box und wechselte ebenfalls sein Fahrzeug, das auf maximalen Abtrieb umgebaut wurde. Bird überholte kurz nach dem Restart seinen Teamkollegen Vergne und kurz darauf auch Turvey. Auch Vergne ging an Turvey vorbei. Di Grassi fuhr die bis dahin schnellste Runde des Rennens, Buemi stand nach seinem Fahrzeugwechsel noch immer in der Box.
Bird wurde langsamer und musste sein Fahrzeug auf der Strecke abstellen. Die Rennleitung entschied erneut, das Safety Car auf die Strecke zu schicken, um den Wagen bergen zu können, di Grassi war zu diesem Zeitpunkt erneut auf einer schnellen Runde. Er fragte per Funk bei seinem Team nach, ob das erste Fahrzeug repariert und erneut eingesetzt werden dürfe. Dies verneinte das Team mit Hinweis darauf, dass sich das erste Fahrzeug nach dem Fahrzeugwechsel unter Parc-fermé-Bedingungen befand. Di Grassi fuhr erneut in die Box und wartete dort einige Zeit, bevor er das Rennen erneut aufnahm.
Das Rennen wurde am Ende von Runde neun erneut freigegeben. Im Mittelfeld kam es zu einer Kollision, als Frijns auf D’Ambrosio auffuhr, der kurz zuvor Félix da Costa passieren lassen musste. Dabei wurde der Heckflügel an D’Ambrosios Fahrzeug und der Frontflügel an Frijns Fahrzeug beschädigt. Buemi fuhr zu diesem Zeitpunkt erstmals mit seinem zweiten Wagen auf die Strecke. Duval griff Frijns an und drängte ihn dabei gegen die Streckenbegrenzung. Dabei brach die Radaufhängung bei Frijns, er schied aus. Erneut wurde das Safety Car auf die Strecke geschickt, Buemi fuhr zurück in die Box.
In Runde 14 wurde das Rennen erneut freigegeben, Buemi fuhr daraufhin erneut auf die Strecke. Di Grassi fuhr auch auf die Strecke zurück und lag unmittelbar vor Buemi, der daraufhin wieder an die Box fuhr. Abt überholte Heidfeld in Runde 17 und lag somit nun auf dem zweiten Platz. Auch Vergne griff Heidfeld an, dieser blockte den Angriff aber ab.
In Runde 18 wechselten alle Fahrer bis auf Conway, der eine Runde später in die Box fuhr, ihr Fahrzeug. Prost führte vor Abt, Vergne, Heidfeld, Turvey, Félix da Costa, Piquet, D’Ambrosio, Duval und Senna. Buemi ging erneut auf die Strecke und fuhr die schnellste Runde des Rennens. Di Grassi fuhr erneut unmittelbar vor Buemi auf die Strecke.
D’Ambrosio und Duval gingen kurz nacheinander an Piquet vorbei. Buemi fuhr erneut die schnellste Runde des Rennens. Piquet verlor kurz darauf weitere Positionen an Senna, Sarrazin und Conway. Ma Qinghua erhielt eine Durchfahrtstrafe, da er in der Boxengasse zu schnell gefahren war. Di Grassi und Buemi fuhren erneut auf die Strecke, di Grassi verwendete dabei seinen FanBoost, beging aber einen Fahrfehler und war somit langsamer als Buemi.
Auch Turvey wurde in Runde 29 langsamer und musste mehrere Piloten überholen lassen. Di Grassi startete erneut einen Versuch, die schnellste Rennrunde zu erzielen, war jedoch erneut langsamer als Buemi – dieses Mal um 0,051 Sekunden. Da die Energie an seinem zweiten Fahrzeug ausging, fuhr di Grassi an die Box und gab das Rennen auf. Conway stellte sein Fahrzeug am Streckenrand ab. Buemi fuhr erneut die schnellste Runde des Rennens.
Prost gewann vor Abt und D’Ambrosio. Die restlichen Punkteplatzierungen belegten Duval, Sarrazin, Senna, Heidfeld, Vergne, Piquet und Turvey. Vergne, Heidfeld und Félix da Costa erhielten nachträglich Durchfahrtstrafen, die in 50-Sekunden-Zeitstrafen umgewandelt wurden, da sie den maximalen Energieverbrauch von 28 kWh überschritten hatten und fielen so von den Plätzen drei bis fünf zurück. Zusätzlich erhielt Vergne eine weitere Zeitstrafe in Höhe von einer Sekunde für eine Unsafe Release und Félix da Costa eine zweite Durchfahrtstrafe, die in eine 50-Sekunden-Zeitstrafe umgewandelt wurde, da er abseits der Strecke überholt hatte. Die zwei Punkte für die schnellste Rennrunde gingen an Buemi, der somit mit zwei Punkten Vorsprung die Meisterschaft gewann. Die Teamwertung gewann Renault e.Dams.

## Meldeliste
Alle Teams und Fahrer verwenden Reifen von Michelin.
| Team                            | Fahrzeug                | Nr. | Fahrer                 |
| ------------------------------- | ----------------------- | --- | ---------------------- |
| Renault e.dams                  | RENAULT Z.E.15          | 08  | Nicolas Prost          |
| Renault e.dams                  | RENAULT Z.E.15          | 09  | Sébastien Buemi        |
| Dragon Racing                   | Venturi VM200-FE-01     | 06  | Loïc Duval             |
| Dragon Racing                   | Venturi VM200-FE-01     | 07  | Jérôme D’Ambrosio      |
| ABT Schaeffler Audi Sport       | ABT Schaeffler FE01     | 11  | Lucas di Grassi        |
| ABT Schaeffler Audi Sport       | ABT Schaeffler FE01     | 66  | Daniel Abt             |
| NEXTEV TCR Formula E Team       | NEXTEV TCR FormulaE 001 | 01  | Nelson Piquet jr.      |
| NEXTEV TCR Formula E Team       | NEXTEV TCR FormulaE 001 | 88  | Oliver Turvey          |
| DS Virgin Racing Formula E Team | VIRGIN DSV-01           | 02  | Sam Bird               |
| DS Virgin Racing Formula E Team | VIRGIN DSV-01           | 25  | Jean-Éric Vergne       |
| Amlin Andretti Formula E Team   | Spark-Renault SRT_01E   | 27  | Robin Frijns           |
| Amlin Andretti Formula E Team   | Spark-Renault SRT_01E   | 28  | Simona de Silvestro    |
| Team Aguri                      | Spark-Renault SRT_01E   | 55  | António Félix da Costa |
| Team Aguri                      | Spark-Renault SRT_01E   | 77  | Ma Qinghua             |
| Mahindra Racing Formula E Team  | Mahindra M2ELECTRO      | 21  | Bruno Senna            |
| Mahindra Racing Formula E Team  | Mahindra M2ELECTRO      | 23  | Nick Heidfeld          |
| Venturi Formula E Team          | Venturi VM200-FE-01     | 04  | Stéphane Sarrazin      |
| Venturi Formula E Team          | Venturi VM200-FE-01     | 12  | Mike Conway            |

## Klassifikationen

### Renntag eins

#### Qualifying
| Pos.                                                                   | Fahrer                 | Team                            | Zeit     | Superpole  | Start |
| ---------------------------------------------------------------------- | ---------------------- | ------------------------------- | -------- | ---------- | ----- |
| 01                                                                     | Nicolas Prost          | Renault e.dams                  | 1:23,247 | 1:27,192   | 01    |
| 02                                                                     | Bruno Senna            | Mahindra Racing Formula E Team  | 1:24,279 | 1:27,758   | 02    |
| 03                                                                     | Oliver Turvey          | NEXTEV TCR Formula E Team       | 1:23,969 | 1:28,284   | 03    |
| 04                                                                     | Robin Frijns           | Amlin Andretti Formula E Team   | 1:24,363 | 1:29,500   | 04    |
| 05                                                                     | Jean-Éric Vergne       | DS Virgin Racing Formula E Team | 1:26,799 | keine Zeit | 05    |
| 06                                                                     | Daniel Abt             | ABT Schaeffler Audi Sport       | 1:29,814 | –          | 06    |
| 07                                                                     | Sam Bird               | DS Virgin Racing Formula E Team | 1:30,453 | –          | 07    |
| 110-Prozent-Zeit: 1:31,572 min (bezogen auf Bestzeit von 1:23,247 min) |                        |                                 |          |            |       |
| 08                                                                     | Nick Heidfeld          | Mahindra Racing Formula E Team  | 1:32,367 | –          | 08    |
| 09                                                                     | Loïc Duval             | Dragon Racing Formula E Team    | 1:35,315 | –          | 09    |
| 10                                                                     | Lucas di Grassi        | ABT Schaeffler Audi Sport       | 1:35,711 | –          | 10    |
| 11                                                                     | Jérôme D’Ambrosio      | Dragon Racing Formula E Team    | 1:35,727 | –          | 11    |
| 12                                                                     | Sébastien Buemi        | Renault e.dams                  | 1:36,771 | –          | 12    |
| 13                                                                     | Mike Conway            | Venturi Formula E Team          | 1:37,562 | –          | 13    |
| 14                                                                     | António Félix da Costa | Team Aguri                      | 1:38,501 | –          | 14    |
| DSQ                                                                    | Stéphane Sarrazin      | Venturi Formula E Team          | 1:33,660 | –          | 15    |
| DSQ                                                                    | Ma Qinghua             | Team Aguri                      | 1:36,748 | –          | 16    |
| DSQ                                                                    | Nelson Piquet jr.      | NEXTEV TCR Formula E Team       | 1:38,922 | –          | 18    |
| DSQ                                                                    | Simona de Silvestro    | Amlin Andretti Formula E Team   | 1:50,455 | –          | 17    |

Anmerkungen
1. ↑  Heidfeld wurde erlaubt zu starten, da er im freien Training ausreichend schnell gewesen war.
2. ↑  Duval wurde erlaubt zu starten, da er im freien Training ausreichend schnell gewesen war.
3. ↑  di Grassi wurde erlaubt zu starten, da er im freien Training ausreichend schnell gewesen war.
4. ↑  D’Ambrosio wurde erlaubt zu starten, da er im freien Training ausreichend schnell gewesen war.
5. ↑  Buemi wurde erlaubt zu starten, da er im freien Training ausreichend schnell gewesen war.
6. ↑  Conway wurde erlaubt zu starten, da er im freien Training ausreichend schnell gewesen war.
7. ↑  Félix da Costa wurde erlaubt zu starten, da er im freien Training ausreichend schnell gewesen war.
8. ↑  Sarrazin wurde erlaubt zu starten, da er im freien Training ausreichend schnell gewesen war.
9. ↑  Quinhua wurde erlaubt zu starten, da er im freien Training ausreichend schnell gewesen war.
10. ↑  Piquet wurde erlaubt zu starten, da er im freien Training ausreichend schnell gewesen war.
11. ↑  de Silvestro wurde erlaubt zu starten, da sie im freien Training ausreichend schnell gewesen war.

#### Rennen
| Pos. | Fahrer                 | Team                            | Runden | Zeit       | Start | Schnellste Runde |
| ---- | ---------------------- | ------------------------------- | ------ | ---------- | ----- | ---------------- |
| 01   | Nicolas Prost          | Renault e.dams                  | 33     | 53:56,653  | 01    | 1:27,571 (28.)   |
| 02   | Bruno Senna            | Mahindra Racing Formula E Team  | 33     | + 5,244    | 02    | 1:27,868 (15.)   |
| 03   | Jean-Éric Vergne       | DS Virgin Racing Formula E Team | 33     | + 8,195    | 05    | 1:28,361 (27.)   |
| 04   | Lucas di Grassi        | ABT Schaeffler Audi Sport       | 33     | + 8,914    | 10    | 1:27,669 (27.)   |
| 05   | Sébastien Buemi        | Renault e.dams                  | 33     | + 10,052   | 12    | 1:27,798 (27.)   |
| 06   | António Félix da Costa | Team Aguri                      | 33     | + 10,908   | 14    | 1:28,136 (27.)   |
| 07   | Sam Bird               | DS Virgin Racing Formula E Team | 33     | + 10,986   | 07    | 1:27,656 (28.)   |
| 08   | Jérôme D’Ambrosio      | Dragon Racing Formula E Team    | 33     | + 12,106   | 11    | 1:28,247 (25.)   |
| 09   | Mike Conway            | Venturi Formula E Team          | 33     | + 12,456   | 13    | 1:27,592 (30.)   |
| 10   | Stéphane Sarrazin      | Venturi Formula E Team          | 33     | + 15,918   | 15    | 1:27,052 (28.)   |
| 11   | Ma Qinghua             | Team Aguri                      | 33     | + 38,400   | 16    | 1:29,774 (28.)   |
| 12   | Nelson Piquet jr.      | NEXTEV TCR Formula E Team       | 33     | + 52,028   | 18    | 1:25,783 (29.)   |
| 13   | Nick Heidfeld          | Mahindra Racing Formula E Team  | 33     | + 1:01,264 | 08    | 1:28,169 (27.)   |
| 14   | Simona de Silvestro    | Amlin Andretti Formula E Team   | 33     | + 1:03,079 | 17    | 1:27,949 (28.)   |
| 15   | Oliver Turvey          | NEXTEV TCR Formula E Team       | 30     | DNF        | 03    | 1:28,576 (25.)   |
| —    | Loïc Duval             | Dragon Racing Formula E Team    | 23     | DNF        | 09    | 1:29,439 (06.)   |
| —    | Robin Frijns           | Amlin Andretti Formula E Team   | 19     | DNF        | 04    | 1:29,304 (05.)   |
| —    | Daniel Abt             | ABT Schaeffler Audi Sport       | 19     | DNF        | 06    | 1:29,098 (13.)   |

Anmerkungen
1. ↑  Heidfeld erhielt nachträglich eine Durchfahrtstrafe, die in eine 50-Sekunden-Strafe umgewandelt wurde, da er zweimal den FanBoost verwendet hatte.
2. ↑  de Silvestro erhielt nachträglich eine Durchfahrtstrafe, die in eine 50-Sekunden-Strafe umgewandelt wurde, da sie zu viel Energie verbraucht hatte.

### Renntag zwei

#### Qualifying
| Pos.                                                                   | Fahrer                 | Team                            | Zeit     | Superpole | Start |
| ---------------------------------------------------------------------- | ---------------------- | ------------------------------- | -------- | --------- | ----- |
| 01                                                                     | Sébastien Buemi        | Renault e.dams                  | 1:22,106 | 1:22,033  | 01    |
| 02                                                                     | Nicolas Prost          | Renault e.dams                  | 1:22,878 | 1:22,945  | 02    |
| 03                                                                     | Lucas di Grassi        | ABT Schaeffler Audi Sport       | 1:23,245 | 1:22,975  | 03    |
| 04                                                                     | Oliver Turvey          | NEXTEV TCR Formula E Team       | 1:23,183 | 1:23,685  | 04    |
| 05                                                                     | Nick Heidfeld          | Mahindra Racing Formula E Team  | 1:23,343 | 1:24,827  | 05    |
| 06                                                                     | Daniel Abt             | ABT Schaeffler Audi Sport       | 1:23,494 | –         | 06    |
| 07                                                                     | Jean-Éric Vergne       | DS Virgin Racing Formula E Team | 1:23,783 | –         | 07    |
| 08                                                                     | Sam Bird               | DS Virgin Racing Formula E Team | 1:23,930 | –         | 08    |
| 09                                                                     | Nelson Piquet jr.      | NEXTEV TCR Formula E Team       | 1:23,937 | –         | 09    |
| 10                                                                     | Loïc Duval             | Dragon Racing Formula E Team    | 1:23,938 | –         | 18    |
| 11                                                                     | Jérôme D’Ambrosio      | Dragon Racing Formula E Team    | 1:23,952 | –         | 10    |
| 12                                                                     | Mike Conway            | Venturi Formula E Team          | 1:24,054 | –         | 11    |
| 13                                                                     | Bruno Senna            | Mahindra Racing Formula E Team  | 1:24,171 | –         | 12    |
| 14                                                                     | António Félix da Costa | Team Aguri                      | 1:24,273 | –         | 13    |
| 15                                                                     | Stéphane Sarrazin      | Venturi Formula E Team          | 1:24,311 | –         | 14    |
| 16                                                                     | Robin Frijns           | Amlin Andretti Formula E Team   | 1:24,655 | –         | 15    |
| 17                                                                     | Simona de Silvestro    | Amlin Andretti Formula E Team   | 1:24,823 | –         | 16    |
| 18                                                                     | Ma Qinghua             | Team Aguri                      | 1:26,259 | –         | 17    |
| 110-Prozent-Zeit: 1:30,317 min (bezogen auf Bestzeit von 1:22,106 min) |                        |                                 |          |           |       |

Anmerkungen
1. ↑  Duval wurde um zehn Positionen nach hinten versetzt, da an seinem Fahrzeug das Getriebe gewechselt wurde.

#### Rennen
| Pos. | Fahrer                 | Team                            | Runden | Zeit       | Start | Schnellste Runde |
| ---- | ---------------------- | ------------------------------- | ------ | ---------- | ----- | ---------------- |
| 01   | Nicolas Prost          | Renault e.dams                  | 33     | 56:32,648  | 02    | 1:27,096 (27.)   |
| 02   | Daniel Abt             | ABT Schaeffler Audi Sport       | 33     | + 7,633    | 06    | 1:27,224 (26.)   |
| 03   | Jérôme D’Ambrosio      | Dragon Racing Formula E Team    | 33     | + 22,524   | 11    | 1:27,488 (22.)   |
| 04   | Loïc Duval             | Dragon Racing Formula E Team    | 33     | + 23,290   | 10    | 1:27,301 (22.)   |
| 05   | Stéphane Sarrazin      | Venturi Formula E Team          | 33     | + 24,984   | 15    | 1:27,038 (28.)   |
| 06   | Bruno Senna            | Mahindra Racing Formula E Team  | 33     | + 27,174   | 13    | 1:26,892 (28.)   |
| 07   | Nick Heidfeld          | Mahindra Racing Formula E Team  | 33     | + 1:07,544 | 05    | 1:27,691 (29.)   |
| 08   | Jean-Éric Vergne       | DS Virgin Racing Formula E Team | 33     | + 1:08,002 | 07    | 1:27,214 (25.)   |
| 09   | Nelson Piquet jr.      | NEXTEV TCR Formula E Team       | 33     | + 1:14,270 | 09    | 1:27,415 (32.)   |
| 10   | Oliver Turvey          | NEXTEV TCR Formula E Team       | 33     | + 1:22,216 | 04    | 1:27,989 (26.)   |
| 11   | António Félix da Costa | Team Aguri                      | 33     | + 1:58,324 | 14    | 1:27,626 (30.)   |
| 12   | Ma Qinghua             | Team Aguri                      | 32     | + 1 Runde  | 18    | 1:28,432 (16.)   |
| 13   | Mike Conway            | Venturi Formula E Team          | 32     | + 1 Runde  | 12    | 1:26,983 (30.)   |
| —    | Lucas di Grassi        | ABT Schaeffler Audi Sport       | 18     | DNF        | 03    | 1:24,633 (18.)   |
| —    | Sébastien Buemi        | Renault e.dams                  | 16     | DNF        | 01    | 1:24,150 (16.)   |
| —    | Robin Frijns           | Amlin Andretti Formula E Team   | 11     | DNF        | 16    | 1:28,917 (11.)   |
| —    | Simona de Silvestro    | Amlin Andretti Formula E Team   | 09     | DNF        | 17    | 1:30,475 (05.)   |
| —    | Sam Bird               | DS Virgin Racing Formula E Team | 06     | DNF        | 08    | 1:28,374 (05.)   |

Anmerkungen
1. ↑  Heidfeld erhielt nachträglich eine Durchfahrtstrafe, die in eine 50-Sekunden-Strafe umgewandelt wurde, da er zu viel Energie verbraucht hatte.
2. ↑  Vergne erhielt nachträglich eine Durchfahrtstrafe, die in eine 50-Sekunden-Strafe umgewandelt wurde, da er zu viel Energie verbraucht hatte.
3. ↑  Vergne erhielt nachträglich eine Zeitstrafe von einer Sekunde wegen einer Unsafe Release.
4. ↑  Félix da Costa erhielt nachträglich eine Durchfahrtstrafe, die in eine 50-Sekunden-Strafe umgewandelt wurde, da er zu viel Energie verbraucht hatte.
5. ↑  Félix da Costa erhielt nachträglich eine weitere Durchfahrtstrafe, die in eine 50-Sekunden-Strafe umgewandelt wurde, da er beim Überholen die Strecke verlassen hatte.

## Meisterschaftsstände nach den Rennen
Die ersten zehn des Rennens bekamen 25, 18, 15, 12, 10, 8, 6, 4, 2 bzw. 1 Punkt(e). Zusätzlich gab es drei Punkte für die Pole-Position und zwei Punkte für die schnellste Rennrunde.

### Fahrerwertung
| Pos. | Fahrer                 | Team                            | Punkte |
| ---- | ---------------------- | ------------------------------- | ------ |
| 01   | Sébastien Buemi        | Renault e.dams                  | 155    |
| 02   | Lucas di Grassi        | ABT Schaeffler Audi Sport       | 153    |
| 03   | Nicolas Prost          | Renault e.dams                  | 115    |
| 04   | Sam Bird               | DS Virgin Racing Formula E Team | 88     |
| 05   | Jérôme D’Ambrosio      | Dragon Racing Formula E Team    | 83     |
| 06   | Stéphane Sarrazin      | Venturi Formula E Team          | 70     |
| 07   | Daniel Abt             | ABT Schaeffler Audi Sport       | 68     |
| 08   | Loïc Duval             | Dragon Racing Formula E Team    | 60     |
| 09   | Jean-Éric Vergne       | DS Virgin Racing Formula E Team | 56     |
| 10   | Nick Heidfeld          | Mahindra Racing Formula E Team  | 53     |
| 11   | Bruno Senna            | Mahindra Racing Formula E Team  | 52     |
| 12   | Robin Frijns           | Amlin Andretti Formula E Team   | 45     |
| 13   | António Félix da Costa | Team Aguri                      | 28     |

| Pos. | Fahrer              | Team                             | Punkte |
| ---- | ------------------- | -------------------------------- | ------ |
| 14   | Oliver Turvey       | NEXTEV TCR Formula E Team        | 11     |
| 15   | Nelson Piquet jr.   | NEXTEV TCR Formula E Team        | 8      |
| 16   | Mike Conway         | Venturi Formula E Team           | 7      |
| 17   | Nathanaël Berthon   | Team Aguri                       | 4      |
| 18   | Simona de Silvestro | Amlin Andretti Formula E Team    | 4      |
| 19   | Jacques Villeneuve  | Venturi Formula E Team           | 0      |
| 20   | Oliver Rowland      | Mahindra Racing Formula E Team   | 0      |
| 21   | Salvador Durán      | Trulli Formula E Team Team Aguri | 0      |
| 22   | Ma Qinghua          | Team Aguri                       | 0      |
| —    | René Rast           | Team Aguri                       | 0      |
| —    | Vitantonio Liuzzi   | Trulli Formula E Team            | 0      |
| —    | Jarno Trulli        | Trulli Formula E Team            | 0      |

### Teamwertung
| Pos. | Team                            | Punkte |
| ---- | ------------------------------- | ------ |
| 01   | Renault e.dams                  | 270    |
| 02   | ABT Schaeffler Audi Sport       | 221    |
| 03   | DS Virgin Racing Formula E Team | 146    |
| 04   | Dragon Racing Formula E Team    | 143    |
| 05   | Mahindra Racing Formula E Team  | 103    |

| Pos. | Team                          | Punkte |
| ---- | ----------------------------- | ------ |
| 06   | Venturi Formula E Team        | 77     |
| 07   | Amlin Andretti Formula E Team | 49     |
| 08   | Team Aguri                    | 34     |
| 09   | NEXTEV TCR Formula E Team     | 17     |
| 10   | Trulli Formula E Team         | 0      |